# Karel Leunissen
Karel Maria Lucas Leunissen (Heerlen, 9 februari 1954) is een Nederlands politicus voor het CDA.
Officier in de Orde van Oranje Nassau.
Leunissen was van 12 juni 2007 tot 7 juni 2011 lid van de CDA-fractie in de Eerste Kamer. Hij is internist en hoogleraar interne geneeskunde in Maastricht. Tussen 2002 en 2007 was hij gemeenteraadslid in Eijsden. Leunissen was woordvoerder volksgezondheid van de CDA-fractie en houdt zich verder onder andere bezig met wetenschapsbeleid. Hij was van november 2011 tot 2016 partijvoorzitter van het CDA van de Provincie Limburg en als zodanig ook lid van het Nationale Partij Bestuur van het CDA.
- Parlement.com: vhjp18m4q1qq